# Ciranjang (plaats)
Ciranjang is een bestuurslaag in het regentschap Cianjur van de provincie West-Java, Indonesië. Ciranjang telt 18.100 inwoners (volkstelling 2010).